# Клюз
Клюз (на френски: Cluses) е град във Франция.

## География
Град Клюз се намира в департамент От Савоа в Източна Франция. Разположен е в Долината на Арв на около 15 км от границата с Швейцария. Най-близкият голям град до Клюз (на около 40 км на запад) е швейцарския Женева, до който има магистрален път. Разстоянието до главния град на департамента Анси в югозападна посока по въздуха е около 40 км, но поради липса на пряк път по обиколния маршрут разстоянието е около 60 км. На около 35 км в югоизточна посока се намира най-високият алпийски връх Монблан, в подножието на който е френският алпийски курортен град Шамони. Клюз е алпийски планински курорт. Има жп гара. Население 17 835 жители от преброяването през 2006 г.

## Икономика
Основен отрасъл в икономиката на Клюз е туризма.

## Известни личности
Починали в Клюз
- Фернан Бродел (1902-1985), историк

## Побратимени градове
- Тросинген, Германия
- Бийвъртън, Орегон, САЩ